# Mondavezan
Mondavezan est une commune française située dans le centre du département de la Haute-Garonne en région Occitanie.
Sur le plan historique et culturel, la commune est dans le pays de Comminges, correspondant à l’ancien comté de Comminges, circonscription de la province de Gascogne située sur les départements actuels du Gers, de la Haute-Garonne, des Hautes-Pyrénées et de l'Ariège. Exposée à un climat océanique altéré, elle est drainée par la Louge, le canal de Saint-Martory, l'Aygossau, le Bernès, le ruisseau du Petit Bon, le ruisseau le lamesan et par divers autres petits cours d'eau. La commune possède un patrimoine naturel remarquable composé d'une zone naturelle d'intérêt écologique, faunistique et floristique.
Mondavezan est une commune rurale qui compte 899 habitants en 2022, après avoir connu une forte hausse de la population depuis 1975. Elle fait partie de l'aire d'attraction de Toulouse. Ses habitants sont appelés les Mondavezanais ou  Mondavezanaises.

## Géographie

### Localisation
La commune de Mondavezan se trouve dans le département de la Haute-Garonne, en région Occitanie.
Elle se situe à 52 km à vol d'oiseau de Toulouse, préfecture du département, à 34 km de Muret, sous-préfecture, et à 6 km de Cazères, bureau centralisateur du canton de Cazères dont dépend la commune depuis 2015 pour les élections départementales.
La commune fait en outre partie du bassin de vie de Martres-Tolosane.
Les communes les plus proches sont : 
Lescuns (1,7 km), Sana (2,2 km), Montoussin (4,5 km), Martres-Tolosane (4,9 km), Palaminy (4,9 km), Le Fousseret (5,4 km), Francon (5,5 km), Cazères (5,5 km).
Sur le plan historique et culturel, Mondavezan fait partie du pays de Comminges, correspondant à l’ancien comté de Comminges, circonscription de la province de Gascogne située sur les départements actuels du Gers, de la Haute-Garonne, des Hautes-Pyrénées et de l'Ariège.
Mondavezan est limitrophe de cinq autres communes.

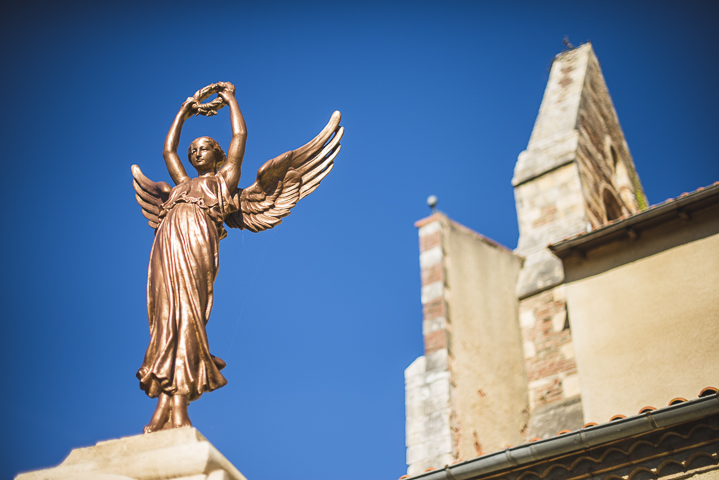
Statue du monument aux morts de Mondavezan (guerre 1939-1945)

Les communes limitrophes sont  Cazères, Francon, Le Fousseret, Lescuns, Martres-Tolosane, Montoussin, Palaminy et Sana.
| Francon | Montoussin       | Le Fousseret |
| Lescuns | Mondavezan       | Cazères      |
| Sana    | Martres-Tolosane | Palaminy     |

### Géologie et relief
La superficie de la commune est de 2 109 hectares ; son altitude varie de 252  à   374 mètres.

### Hydrographie

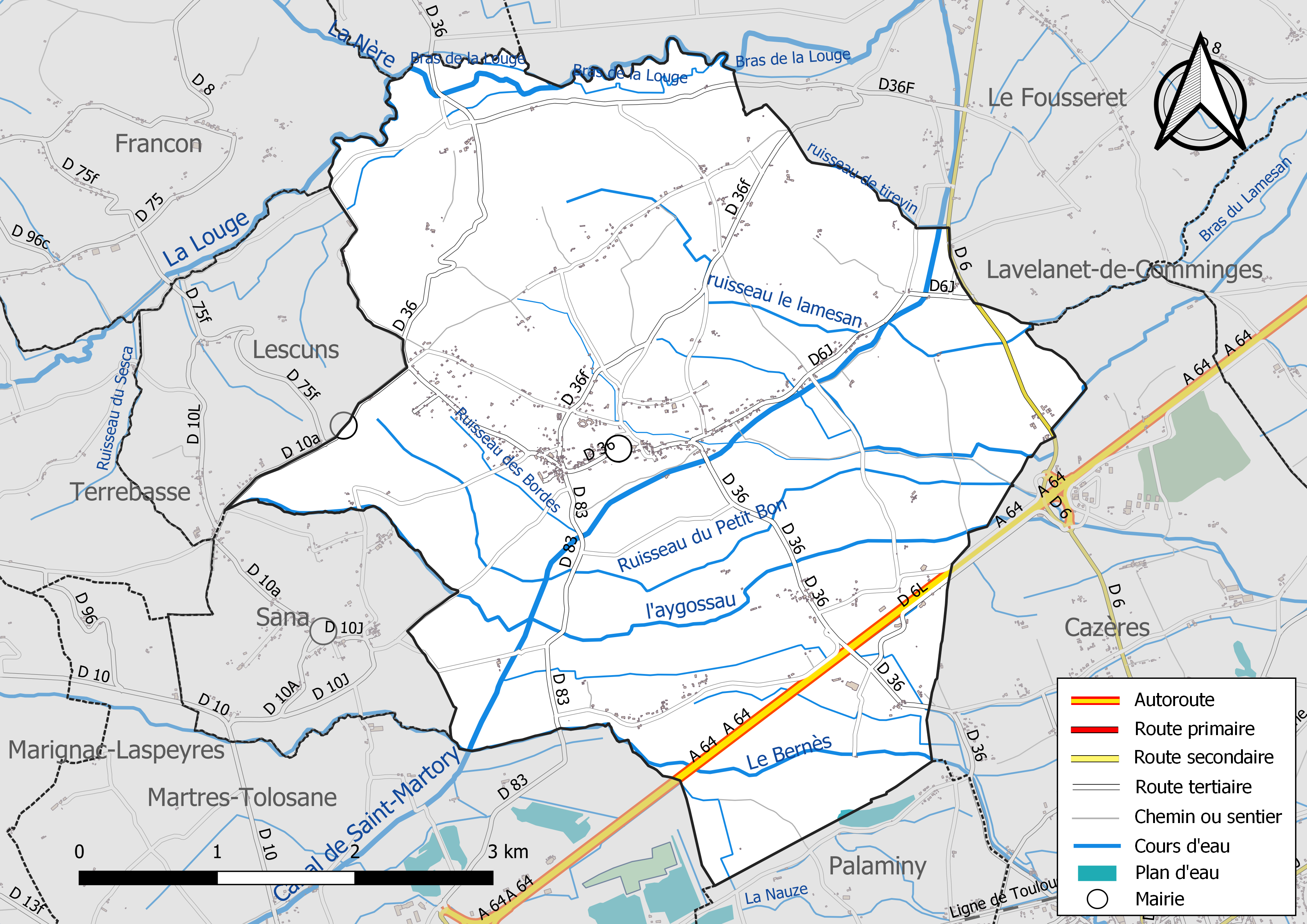
Réseaux hydrographique et routier de Mondavezan.

La commune est dans le bassin de la Garonne, au sein du bassin hydrographique Adour-Garonne. Elle est drainée par la Louge, le canal de Saint-Martory, l'Aygossau, le Bernès, le ruisseau du Petit Bon, le ruisseau le lamesan, un bras de la Louge, un bras de la Louge, le ruisseau Bordes, le ruisseau de carrère le ruisseau de tirevin et par divers petits cours d'eau, constituant un réseau hydrographique de 44 km de longueur totale,.
La Louge, d'une longueur totale de 100 km, prend sa source dans la commune de Villeneuve-Lécussan et s'écoule du sud-ouest vers le nord-est. Elle traverse la commune et se jette dans la Garonne à Muret, après avoir traversé 34 communes.
Le canal de Saint-Martory, d'une longueur totale de 71,2 km, prend sa source dans la commune de Saint-Martory et s'écoule du sud-ouest vers le nord-est. Il traverse la commune et se jette dans la Garonne à Toulouse, après avoir traversé 19 communes.
L'Aygossau, d'une longueur totale de 12,8 km, prend sa source dans la commune et s'écoule d'ouest en est. Il traverse la commune et se jette dans la Garonne à Gensac-sur-Garonne, après avoir traversé 5 communes.
Le Bernès, d'une longueur totale de 18,3 km, prend sa source dans la commune d'Aurignac et s'écoule d'ouest en est. Il traverse la commune et se jette dans la Garonne à Cazères, après avoir traversé 9 communes.

### Climat
Pour des articles plus généraux, voir Climat de l'Occitanie et Climat de la Haute-Garonne.
En 2010, le climat de la commune est de type climat océanique altéré, selon une étude s'appuyant sur une série de données couvrant la période 1971-2000. En 2020, Météo-France publie une typologie des climats de la France métropolitaine dans laquelle la commune est toujours exposée à un climat océanique altéré et est dans la région climatique Aquitaine, Gascogne, caractérisée par une pluviométrie abondante au printemps, modérée en automne, un faible ensoleillement au printemps, un été chaud (19,5 °C), des vents faibles, des brouillards fréquents en automne et en hiver et des orages fréquents en été (15 à 20 jours).
Pour la période 1971-2000, la température annuelle moyenne est de 12,7 °C, avec une amplitude thermique annuelle de 15 °C. Le cumul annuel moyen de précipitations est de 825 mm, avec 9,5 jours de précipitations en janvier et 6,3 jours en juillet. Pour la période 1991-2020, la température moyenne annuelle observée sur la station météorologique la plus proche, située sur la commune de Palaminy à 5 km à vol d'oiseau, est de 13,2 °C et le cumul annuel moyen de précipitations est de 715,2 mm,. Pour l'avenir, les paramètres climatiques de la commune estimés pour 2050 selon différents scénarios d'émission de gaz à effet de serre sont consultables sur un site dédié publié par Météo-France en novembre 2022.

### Milieux naturels et biodiversité

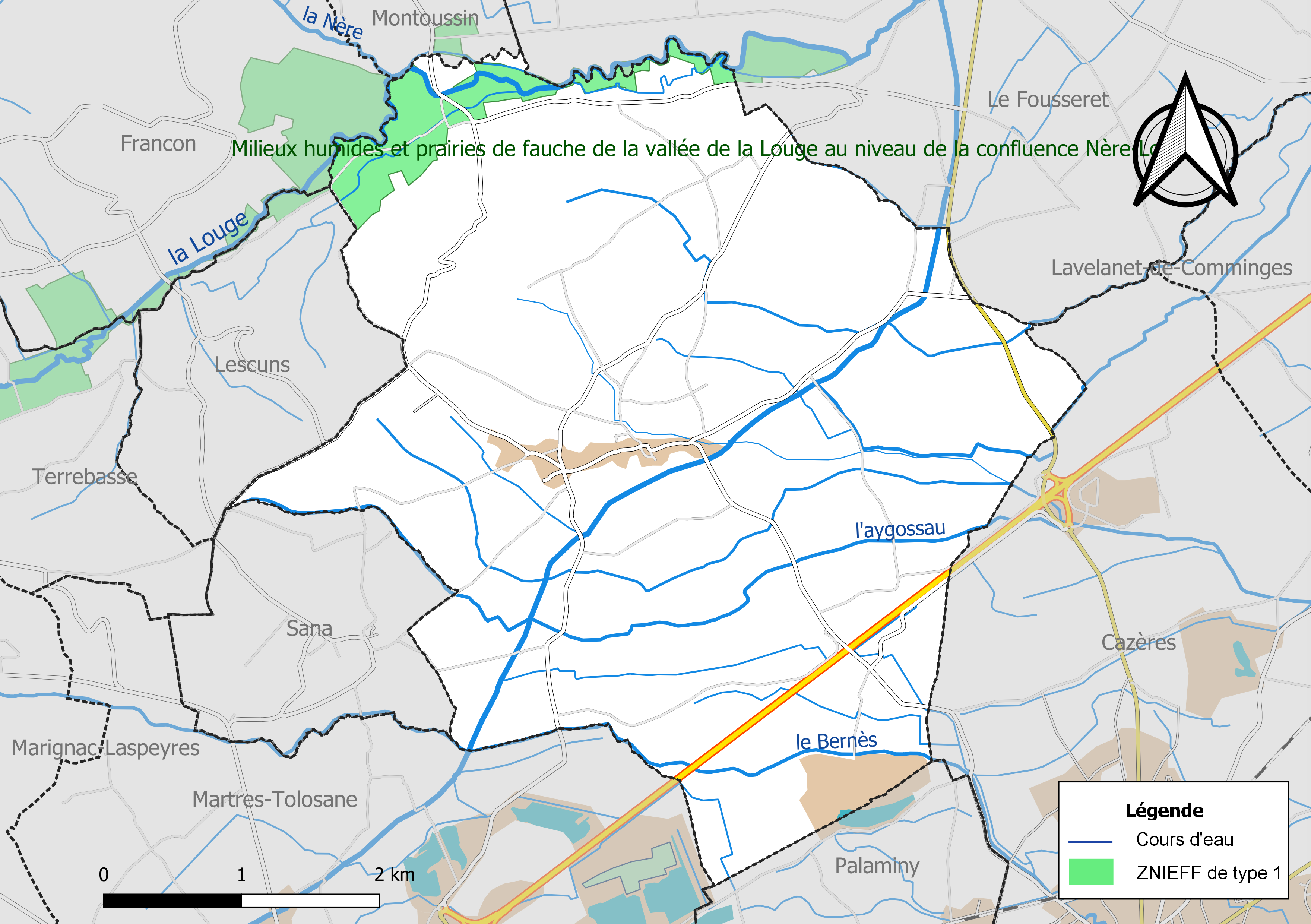
Carte de la ZNIEFF de type 1 localisée sur la commune.

L’inventaire des zones naturelles d'intérêt écologique, faunistique et floristique (ZNIEFF) a pour objectif de réaliser une couverture des zones les plus intéressantes sur le plan écologique, essentiellement dans la perspective d’améliorer la connaissance du patrimoine naturel national et de fournir aux différents décideurs un outil d’aide à la prise en compte de l’environnement dans l’aménagement du territoire.
Une ZNIEFF de type 1 est recensée sur la commune :
les « milieux humides et prairies de fauche de la vallée de la Louge au niveau de la confluence Nère-Louge » (305 ha), couvrant 8 communes du département.

## Urbanisme

### Typologie
Au 1er janvier 2024, Mondavezan est catégorisée commune rurale à habitat dispersé, selon la nouvelle grille communale de densité à sept niveaux définie par l'Insee en 2022.
Elle est située hors unité urbaine. Par ailleurs la commune fait partie de l'aire d'attraction de Toulouse, dont elle est une commune de la couronne,. Cette aire, qui regroupe 527 communes, est catégorisée dans les aires de 700 000 habitants ou plus (hors Paris),.

### Occupation des sols
L'occupation des sols de la commune, telle qu'elle ressort de la base de données européenne d’occupation biophysique des sols Corine Land Cover (CLC), est marquée par l'importance des territoires agricoles (85,2 % en 2018), en diminution par rapport à 1990 (87,7 %). La répartition détaillée en 2018 est la suivante : 
terres arables (45,1 %), prairies (32,3 %), forêts (10,9 %), zones agricoles hétérogènes (7,8 %), zones urbanisées (1,4 %), mines, décharges et chantiers (1,4 %), eaux continentales (1,1 %). L'évolution de l’occupation des sols de la commune et de ses infrastructures peut être observée sur les différentes représentations cartographiques du territoire : la carte de Cassini (XVIIIe siècle), la carte d'état-major (1820-1866) et les cartes ou photos aériennes de l'IGN pour la période actuelle (1950 à aujourd'hui).

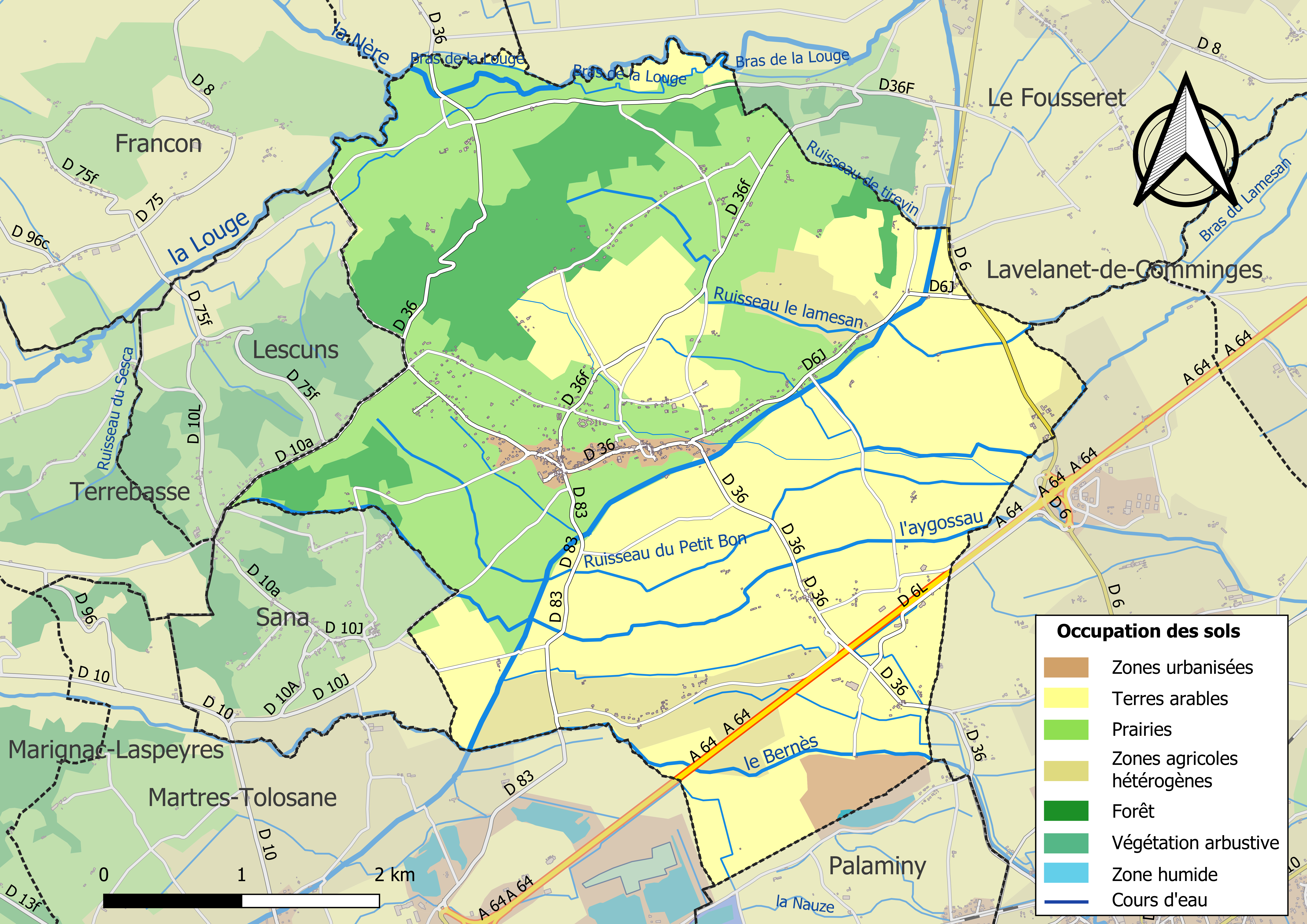
Carte des infrastructures et de l'occupation des sols de la commune en 2018 (CLC).

### Voies de communication et transports
- Par la route : A64 sortie :  23 et le réseau Arc-en-ciel de Haute-Garonne.

- Par le train : en gare de Cazères sur la ligne Toulouse - Bayonne.
- Par l'avion : aéroport Toulouse-Blagnac (à 60 km) et aérodrome de Cazères - Palaminy (activités de loisirs et de tourisme).

### Risques majeurs
Le territoire de la commune de Mondavezan est vulnérable à différents aléas naturels : météorologiques (tempête, orage, neige, grand froid, canicule ou sécheresse), inondations et séisme (sismicité faible). Un site publié par le BRGM permet d'évaluer simplement et rapidement les risques d'un bien localisé soit par son adresse soit par le numéro de sa parcelle.
Certaines parties du territoire communal sont susceptibles d’être affectées par le risque d’inondation par débordement de cours d'eau, notamment le canal de Saint-Martory, le Bernès, l'Aygossau et La commune a été reconnue en état de catastrophe naturelle au titre des dommages causés par les inondations et coulées de boue survenues en 1982, 1999 et 2009,.

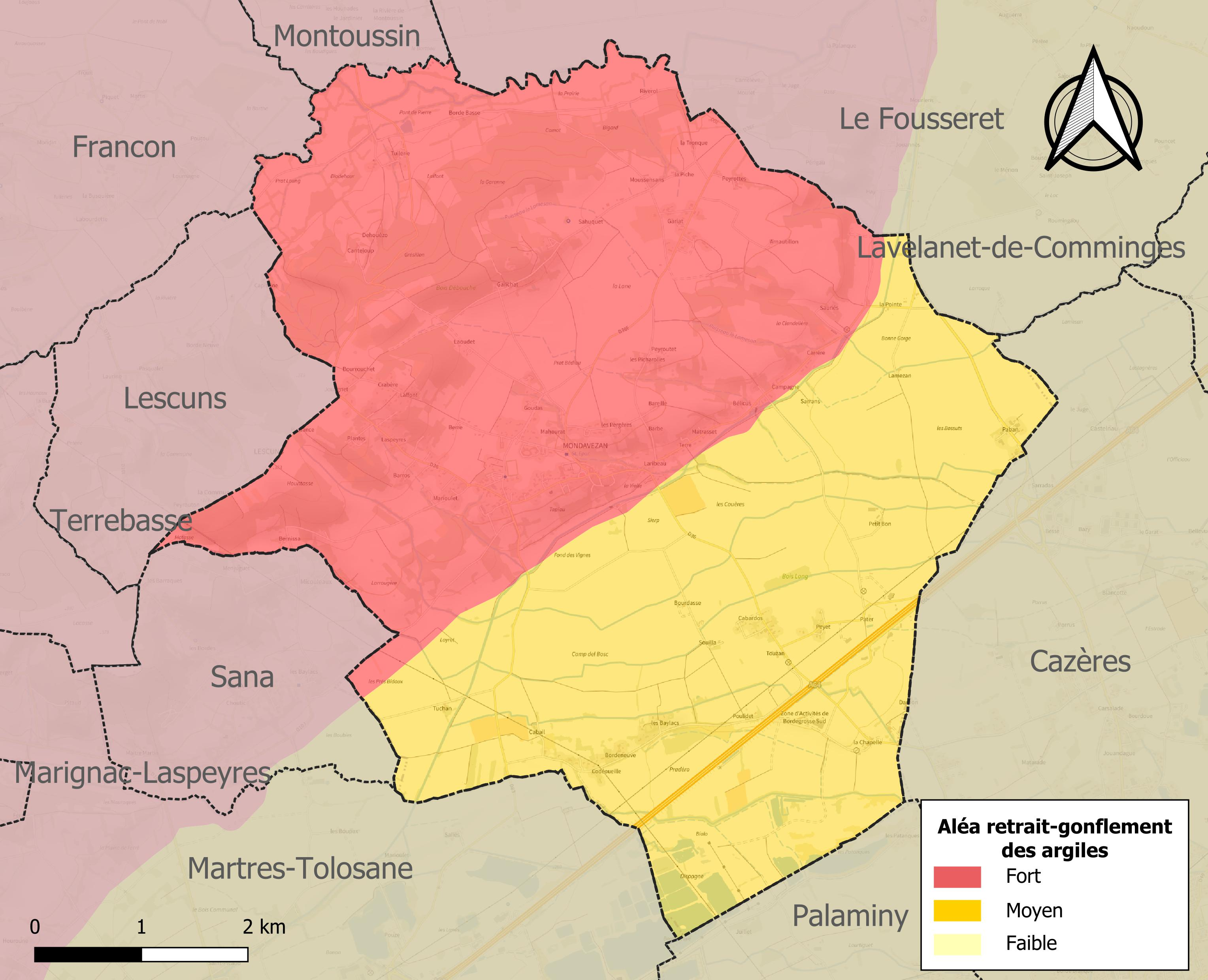
Carte des zones d'aléa retrait-gonflement des sols argileux de Mondavezan.

Le retrait-gonflement des sols argileux est susceptible d'engendrer des dommages importants aux bâtiments en cas d’alternance de périodes de sécheresse et de pluie. La totalité de la commune est en aléa moyen ou fort (88,8 % au niveau départemental et 48,5 % au niveau national). Sur les 414 bâtiments dénombrés sur la commune en 2019, 414 sont en aléa moyen ou fort, soit 100 %, à comparer aux 98 % au niveau départemental et 54 % au niveau national. Une cartographie de l'exposition du territoire national au retrait gonflement des sols argileux est disponible sur le site du BRGM,.
Par ailleurs, afin de mieux appréhender le risque d’affaissement de terrain, l'inventaire national des cavités souterraines permet de localiser celles situées sur la commune.
Concernant les mouvements de terrains, la commune a été reconnue en état de catastrophe naturelle au titre des dommages causés par la sécheresse en 1989, 2003 et 2011 et par des mouvements de terrain en 1999.

## Toponymie
Le nom "Mondavezan" viendrait du latin "Montis Avicenae", qui signifie "mont des oiseaux".
Cependant, selon René Courtiade, il s'agirait d'une étymologie "fantaisiste". Ce dernier expliquait en effet que les toponymes constitués de "Mont" sont en principe suivis du nom d'un individu, et qu'en l'occurrence la deuxième composante "an" bien connue car terminaison du latin -anus aurait désigné un ancien domaine de l'époque gallo-romaine ou du haut Moyen Âge. En tout état de cause, à l'appui de cette théorie il est à noter que la présence de vie à l'époque gallo-romaine notamment durant la période classique et le Bas-Empire romain est attestée par la découverte sur le territoire de la commune de monnaies romaines datées entre 98 ap. J.-C. et 249 ap. J.-C. aux effigies des empereurs romains, Trajan, Marc Aurèle, Gordien Ier, Gordien II, Gordien III et Philippe l'Arabe.

## Histoire
À partir de 1317 jusqu'à sa disparition en 1790 pendant la Révolution française, Mondavezan faisait partie du diocèse de Rieux.
Au Moyen Âge le village s’est développé sur le « mont ». Une église romane est construite et Mondavezan constitue une seigneurie possédée par Guilhem-Hunaud de Lanta qui, en 1253, cède ses droits au comte de Comminges Bernard VI qui accorde à Mondavezan une charte de Coutumes, le 21 mai 1297. Le Comte de Comminges qui possède des forges dans le village y construit un château et en fait une châtellenie qui, soumise à celle d’Aurignac, est attestée aux XIIIe siècle et XIVe siècle.
Le Roi de France vend la seigneurie de Mondavezan au XVIIIe siècle à Claude Danceau dont le fils, Jean Louis Danceau, Chevalier et Seigneur de Lavelanet et de Saint-Cizi hérite et pour laquelle il rend hommage au roi en 1744.

## Politique et administration

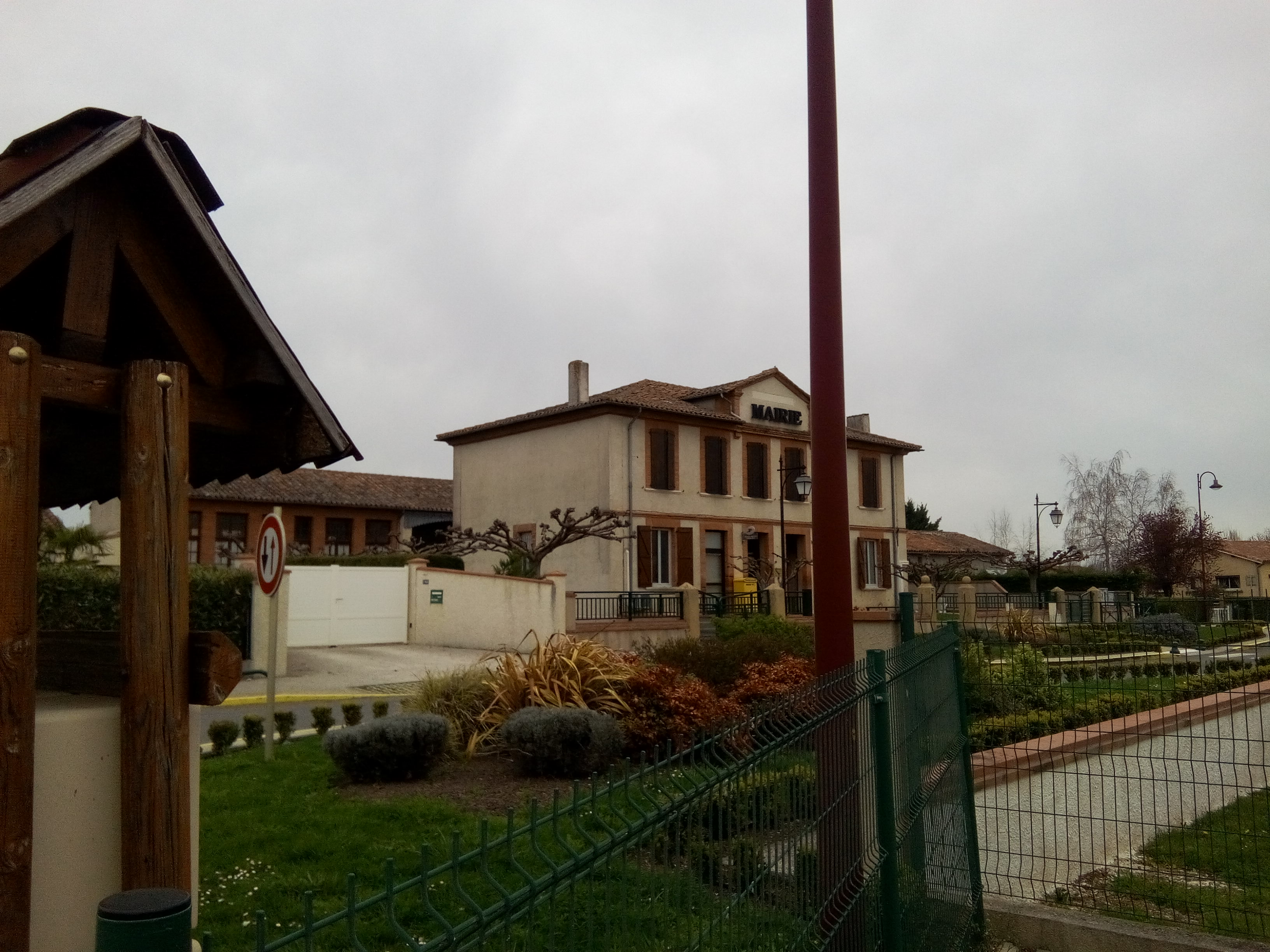
Mairie

### Administration municipale
Le nombre d'habitants au recensement de 2011 étant compris entre 500 et 1 499 habitants, le nombre de membres du conseil municipal pour l'élection de 2014 est de quinze,.

### Rattachements administratifs et électoraux
Commune faisant partie de la huitième circonscription de la Haute-Garonne de la communauté de communes Cœur de Garonne et du canton de Cazères. Avant le 1er janvier 2017 Mondavezan faisait partie de la communauté de communes du canton de Cazères.

### Liste des maires
| Période                                  | Période  | Identité        | Étiquette | Qualité                                           |
| ---------------------------------------- | -------- | --------------- | --------- | ------------------------------------------------- |
| avant 1981                               | 1983     | Christian Pince |           | Suppléant du député PS Gérard Houteer (1981-1986) |
| mars 1983                                | En cours | Jacques Gros    | DVG       | Retraité                                          |
| Les données manquantes sont à compléter. |          |                 |           |                                                   |

## Population et société

### Démographie
L'évolution du nombre d'habitants est connue à travers les recensements de la population effectués dans la commune depuis 1793. Pour les communes de moins de 10 000 habitants, une enquête de recensement portant sur toute la population est réalisée tous les cinq ans, les populations de référence des années intermédiaires étant quant à elles estimées par interpolation ou extrapolation. Pour la commune, le premier recensement exhaustif entrant dans le cadre du nouveau dispositif a été réalisé en 2008.

En 2022, la commune comptait 899 habitants, en évolution de −0,88 % par rapport à 2016 (Haute-Garonne : +8,02 %, France hors Mayotte : +2,11 %).
| 1793 | 1800 | 1806 | 1821 | 1831 | 1836 | 1841 | 1846 | 1851 |
| ---- | ---- | ---- | ---- | ---- | ---- | ---- | ---- | ---- |
| 694  | 744  | 793  | 873  | 922  | 984  | 939  | 942  | 944  |

| 1856 | 1861 | 1866 | 1872 | 1876 | 1881 | 1886 | 1891 | 1896 |
| ---- | ---- | ---- | ---- | ---- | ---- | ---- | ---- | ---- |
| 900  | 855  | 803  | 816  | 805  | 786  | 782  | 724  | 717  |

| 1901 | 1906 | 1911 | 1921 | 1926 | 1931 | 1936 | 1946 | 1954 |
| ---- | ---- | ---- | ---- | ---- | ---- | ---- | ---- | ---- |
| 738  | 729  | 677  | 570  | 601  | 537  | 562  | 504  | 530  |

| 1962 | 1968 | 1975 | 1982 | 1990 | 1999 | 2006 | 2008 | 2013 |
| ---- | ---- | ---- | ---- | ---- | ---- | ---- | ---- | ---- |
| 507  | 487  | 466  | 485  | 554  | 643  | 743  | 771  | 878  |

| 2018 | 2022 | - | - | - | - | - | - | - |
| ---- | ---- | - | - | - | - | - | - | - |
| 902  | 899  | - | - | - | - | - | - | - |

| selon la population municipale des années : | 1968 | 1975 | 1982 | 1990 | 1999 | 2006 | 2009 | 2013 |
| Rang de la commune dans le département      | 160  | 159  | 195  | 180  | 181  | 187  | 185  | 180  |
| Nombre de communes du département           | 592  | 582  | 586  | 588  | 588  | 588  | 589  | 589  |

### Enseignement
Mondavezan fait partie de l'académie de Toulouse.
L'enseignement est assuré sur la commune par un groupe scolaire, le collège et le (lycée ouverture prévue pour la rentrée 2020) sont situés sur la commune voisine de Cazères.

### Culture et festivité
Foyer rural, salle des fêtes François-Penent, sérigraphie,

### Activités sportives
Football, basket-ball, pétanque, chasse, randonnée pédestre, aire de jeux,

### Écologie et recyclage
La collecte et le traitement des déchets des ménages et des déchets assimilés ainsi que la protection et la mise en valeur de l'environnement se font dans le cadre de la communauté de communes du canton de Cazères.
Une déchèterie intercommunale gérée par la communauté de communes est présente sur la commune.

## Économie

### Revenus
En 2018  (données Insee publiées en septembre 2021), la commune compte 369 ménages fiscaux, regroupant 886 personnes. La médiane du revenu disponible par unité de consommation est de 22 130 € (23 140 € dans le département).

### Emploi
|                | 2008  | 2013  | 2018  |
| -------------- | ----- | ----- | ----- |
| Commune        | 5,5 % | 6,7 % | 9,1 % |
| Département    | 7,7 % | 9,6 % | 9,3 % |
| France entière | 8,3 % | 10 %  | 10 %  |

En 2018, la population âgée de 15 à 64 ans s'élève à 539 personnes, parmi lesquelles on compte 76,8 % d'actifs (67,7 % ayant un emploi et 9,1 % de chômeurs) et 23,2 % d'inactifs,. Depuis 2008, le taux de chômage communal (au sens du recensement) des 15-64 ans est inférieur à celui de la France et du département.
La commune fait partie de la couronne de l'aire d'attraction de Toulouse, du fait qu'au moins 15 % des actifs travaillent dans le pôle,. Elle compte 255 emplois en 2018, contre 275 en 2013 et 253 en 2008. Le nombre d'actifs ayant un emploi résidant dans la commune est de 368, soit un indicateur de concentration d'emploi de 69,3 % et un taux d'activité parmi les 15 ans ou plus de 58,3 %.
Sur ces 368 actifs de 15 ans ou plus ayant un emploi, 62 travaillent dans la commune, soit 17 % des habitants. Pour se rendre au travail, 88,6 % des habitants utilisent un véhicule personnel ou de fonction à quatre roues, 2,2 % les transports en commun, 3,5 % s'y rendent en deux-roues, à vélo ou à pied et 5,7 % n'ont pas besoin de transport (travail au domicile).

### Activités hors agriculture

#### Secteurs d'activités
59 établissements sont implantés  à Mondavezan au 31 décembre 2019. Le tableau ci-dessous en détaille le nombre par secteur d'activité et compare les ratios avec ceux du département,.
| Secteur d'activité                                                                                        | Commune | Commune | Département |
| Secteur d'activité                                                                                        | Nombre  | %       | %           |
| --- | ------- | ------- | ----------- |
| Ensemble                                                                                                  | 59      | 100 %   | (100 %)     |
| Industrie manufacturière, industries extractives et autres                                                | 9       | 15,3 %  | (5,7 %)     |
| Construction                                                                                              | 16      | 27,1 %  | (12 %)      |
| Commerce de gros et de détail, transports, hébergement et restauration                                    | 13      | 22 %    | (25,9 %)    |
| Information et communication                                                                              | 1       | 1,7 %   | (4,1 %)     |
| Activités financières et d'assurance                                                                      | 1       | 1,7 %   | (3,8 %)     |
| Activités immobilières                                                                                    | 2       | 3,4 %   | (4,2 %)     |
| Activités spécialisées, scientifiques et techniques et activités de services administratifs et de soutien | 7       | 11,9 %  | (19,8 %)    |
| Administration publique, enseignement, santé humaine et action sociale                                    | 4       | 6,8 %   | (16,6 %)    |
| Autres activités de services                                                                              | 6       | 10,2 %  | (7,9 %)     |

Le secteur de la construction est prépondérant sur la commune puisqu'il représente 27,1 % du nombre total d'établissements de la commune (16 sur les 59 entreprises implantées  à Mondavezan), contre 12 % au niveau départemental.

#### Entreprises et commerces
Les cinq entreprises ayant leur siège social sur le territoire communal qui génèrent le plus de chiffre d'affaires en 2020 sont : 
- Garonne Concassage Criblage, commerce de gros (commerce interentreprises) de machines pour l'extraction, la construction et le génie civil (21 776 k€)
- Garonne Services, commerce de gros (commerce interentreprises) de machines pour l'extraction, la construction et le génie civil (1 835 k€)
- Garonne Location, location et location-bail de machines et équipements pour la construction (836 k€)
- Hydrosystem, travaux d'installation d'eau et de gaz en tous locaux (225 k€)
- SB Amenagement Cloison, travaux de plâtrerie (93 k€)

### Agriculture
La commune est dans les « Coteaux de Gascogne », une petite région agricole occupant une partie ouest du département de la Haute-Garonne, constitué d'un relief de cuestas et de vallées peu profondes, creusés par les rivières issues du massif pyrénéen, avec une activité de polyculture et d’élevage. En 2020, l'orientation technico-économique de l'agriculture  sur la commune est la culture de céréales et/ou d'oléoprotéagineuses.
|               | 1988  | 2000  | 2010  | 2020  |
| ------------- | ----- | ----- | ----- | ----- |
| Exploitations | 55    | 38    | 21    | 20    |
| SAU (ha)      | 1 331 | 1 169 | 1 155 | 1 316 |

Le nombre d'exploitations agricoles en activité et ayant leur siège dans la commune est passé de 55 lors du recensement agricole de 1988  à 38 en 2000 puis à 21 en 2010 et enfin à 20 en 2020, soit une baisse de 64 % en 32 ans. Le même mouvement est observé à l'échelle du département qui a perdu pendant cette période 57 % de ses exploitations,. La surface agricole utilisée sur la commune a également diminué, passant de 1 331 ha en 1988 à 1 316 ha en 2020. Parallèlement la surface agricole utilisée moyenne par exploitation a augmenté, passant de 24 à 66 ha.

## Culture locale et patrimoine

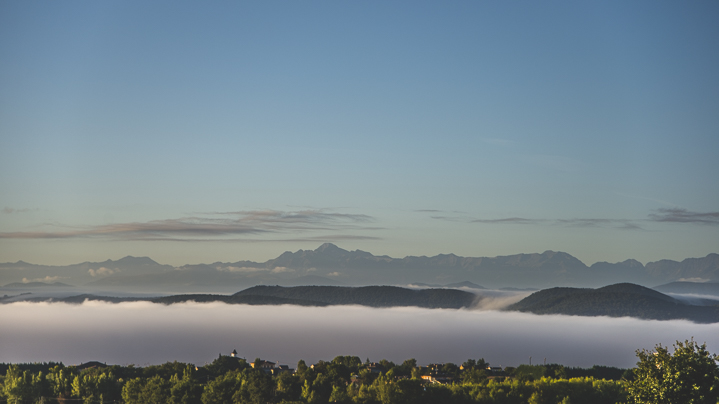
Vue sur le centre de Mondavezan et sur les Pyrénées, depuis Ganchat, en haut de Mondavezan

### Lieux et monuments
- Église Saint-Michel[45].

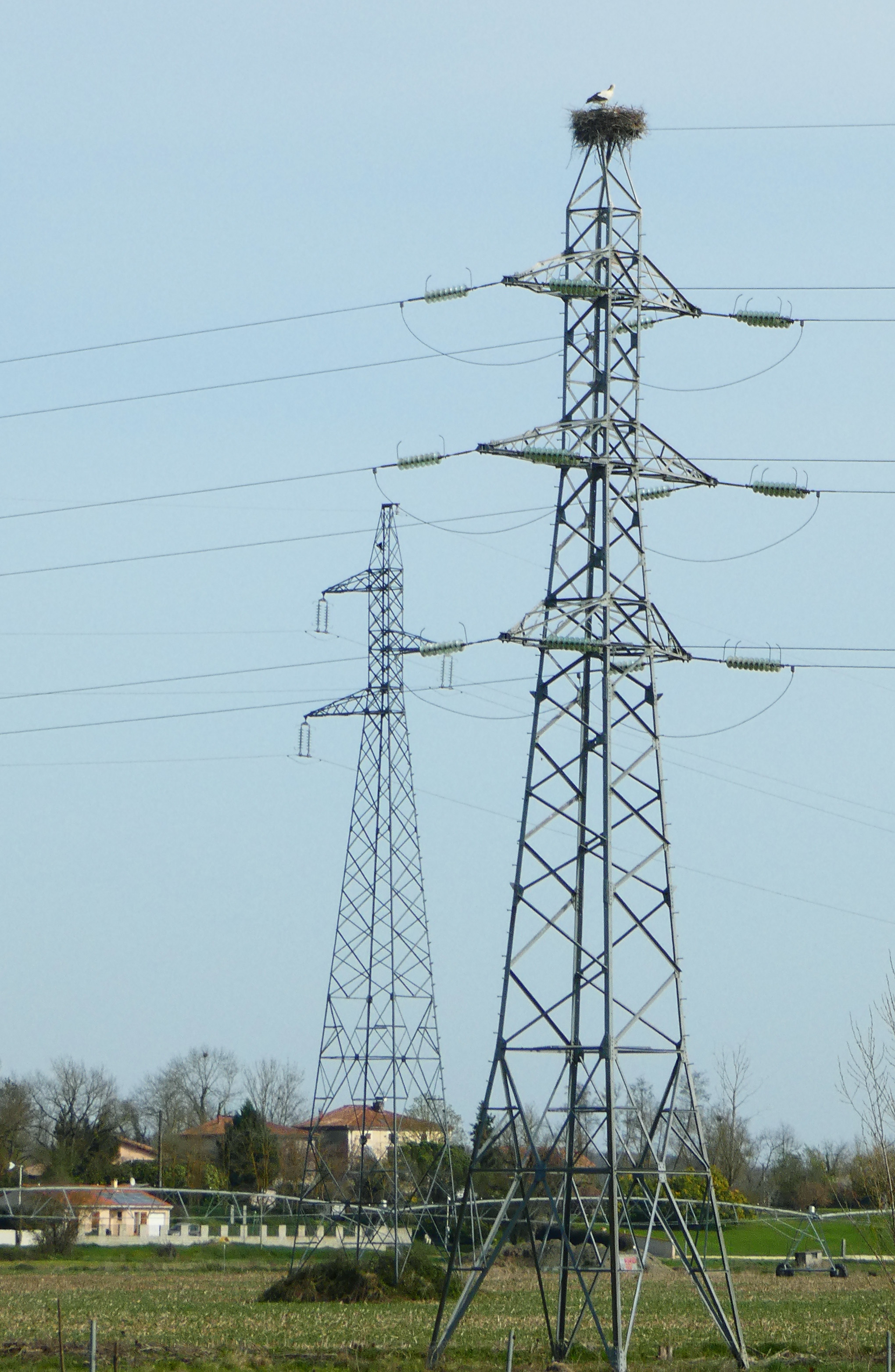
Nid de cigogne sur la commune

- Promenade pédestre sur le haut de Mondavezan.
- Monument aux morts.
- Maison de Belicus XVIIe siècle.

### Personnalités liées à la commune
- Dominique-Paul Villa évêque constitutionnel né dans la commune.
- Charles Turbide (1772-1853) Capitaine Adjudant-Major d'infanterie de ligne de la Grande Armée de Napoléon Ier, Chevalier de la Légion d'honneur, né et décédé dans la commune.
- Bastien Chalureau joueur de rugby professionnel au Montpellier HR et du XV de France au poste de Deuxième ligne, né dans la commune.